# 9761 Krautter
A 9761 Krautter (ideiglenes jelöléssel 1991 RR4) a Naprendszer kisbolygóövében található aszteroida. L. D. Schmadel és Freimut Börngen fedezte fel 1991. szeptember 13-án.